# Mystery of the Nile
Mystery of the Nile (scritto The Mystery of the Nile solo nelle schermate introduttive; titolo originale El misterio del Nilo) è un videogioco pubblicato nel 1987 per Amstrad CPC, MSX e ZX Spectrum dalla Zigurat Software in Spagna ed esportato all'estero da Firebird, che lo fece convertire anche per Commodore 64. È un gioco d'azione di ambientazione mediorientale, caratterizzato dall'uso contemporaneo di fino a tre personaggi.

## Trama
La storia introduttiva raccontata nel manuale è differente nella versione spagnola e in quella inglese, ma in ogni caso il gioco si svolge in Egitto e ha per protagonisti un uomo e una donna occidentali (Michael e Christine nella versione Zigurat, Nevada Smith e Janet Dwight in quella Firebird) e l'arabo al-Hasan, in lotta contro le guardie armate del potente Abu Sahl. I tre dovranno infiltrarsi e combattere attraverso quattro fasi ambientate a Luxor, nel deserto di Mut, su un treno in movimento e infine nel complesso militare di Jarga.
Nonostante il titolo, non ci sono riferimenti al fiume Nilo.
Secondo la banca dati ZXDB il gioco è ispirato non ufficialmente al film Il gioiello del Nilo del 1985.

## Modalità di gioco
Il giocatore può controllare uno alla volta i tre protagonisti e deve affrontare una serie di schermate bidimensionali, dotate di piattaforme e scale, corrispondenti a luoghi consecutivi di un percorso verso destra. Prima di poter andare alla schermata successiva bisogna eliminare tutte le guardie nemiche. Le quattro fasi sono composte da 10 schermate ciascuna.
Si può passare a piacimento da un personaggio all'altro con i tasti numerici. I personaggi non controllati, se presenti, si muovono con un po' di autonomia e cercano di seguire a breve distanza quello del giocatore, che deve stare attento a non mettere in pericolo anche gli altri. I tre personaggi hanno le stesse capacità di movimento e salto, ma armi differenti: Michael può sparare con la pistola a diverse angolazioni con munizioni limitate, Christine può lanciare delle bombe limitate con diverse traiettorie, al-Hasan colpisce in corpo a corpo con un ombrello.
Non tutti i personaggi sono subito presenti: si inizia con Christine sola e disarmata, che dovrà procurarsi le bombe raccogliendole dallo scenario; poche schermate dopo si incontrano prima al-Hasan e poi Michael, anch'essi inizialmente disarmati. In ciascuna delle tre fasi successive si ricomincia sempre con un personaggio solo e si recuperano gli altri, in ordine diverso.
Ogni personaggio ha una propria serie di vite e ne perde una se toccato dai nemici o colpito dai proiettili, mentre le cadute dall'alto sono innocue. In alcuni punti dello scenario è possibile acquattarsi al riparo dai colpi. Alcuni nemici lanciano candelotti di dinamite che Christine, se agisce in tempo, può raccogliere e rilanciare. La partita termina se uno dei personaggi esaurisce le vite; è possibile ricominciare una partita dall'ultima fase raggiunta.